# Eremodraba
Eremodraba é um género botânico pertencente à família Brassicaceae.